# Église Saint-Pierre de Carennac
L'église Saint-Pierre est une église catholique située à Carennac, dans le département du Lot, en France.

## Historique
La première mention de Carennac se trouve dans un cartulaire de l'abbaye de Beaulieu-sur-Dordogne, en 932. Frotard, vicomte de Cahors, sa femme, Adalberg, donnent à l'abbaye de Beaulieu une église fondée en l'honneur de saint Saturnin dans le bourg de Carennac. Il ne reste rien de cette église, hormis, probablement une dalle de chancel et une plaque de fenestella conservées au château de Castelnau-Bretenoux.
Au siècle suivant, l'église Saint-Saturnin a quitté l'abbaye de Beaulieu pour devenir la propriété de l'évêque de Cahors, Bernard III de Castelnau de Gramat, et son frère, Robert. Ils en font don à l'abbaye de Cluny en 1047 et 1048. Le texte de la donation ne mentionne pas la fondation d'un monastère.
Dans une série de chartes concernant la donation de l'église Sainte-Spérie de Saint-Céré, dans la seconde moitié du XIe siècle, l'église de Carennac est mentionnée comme étant un prieuré placé sous le vocable de saint Pierre. Deux prieurs y sont nommés, Maingaud et Élie. D'autres donations sont faites au prieuré qui sont confirmées par l'évêque de Cahors, Géraud, d'après le cartulaire de Cluny.
Le prieuré connaît un accroissement considérable grâce aux donations comme l'atteste une bulle du pape Alexandre III adressée le 15 mai 1175 à Rigaud, prieur de Carennac. Les possessions de Carennac vont jusqu'en Auvergne, dans le Limousin, le Gers. En 1295, le pape Boniface VIII autorise l'abbé de Cluny à ériger en doyenné treize de ses prieurés les plus importants, dont celui de Carennac.
Il n'existe pas de document concernant le début de la construction de l'église actuelle. Cette construction a été entamée quand l'agrandissement de son patrimoine lui a donné les moyens financiers suffisants. Pour Guillaume Lacoste, dans son Histoire générale de la province de Quercy, les travaux auraient commencé après la mort de l'abbé Odilon de Cluny. La structure de l'église, en comparaison avec des églises mieux renseignées, la qualité et les thèmes des sculptures des chapiteaux avec entrelacs et palmettes, ont amené Anne-Marie Pêcheur à placer le début des travaux entre 1090 et 1110.

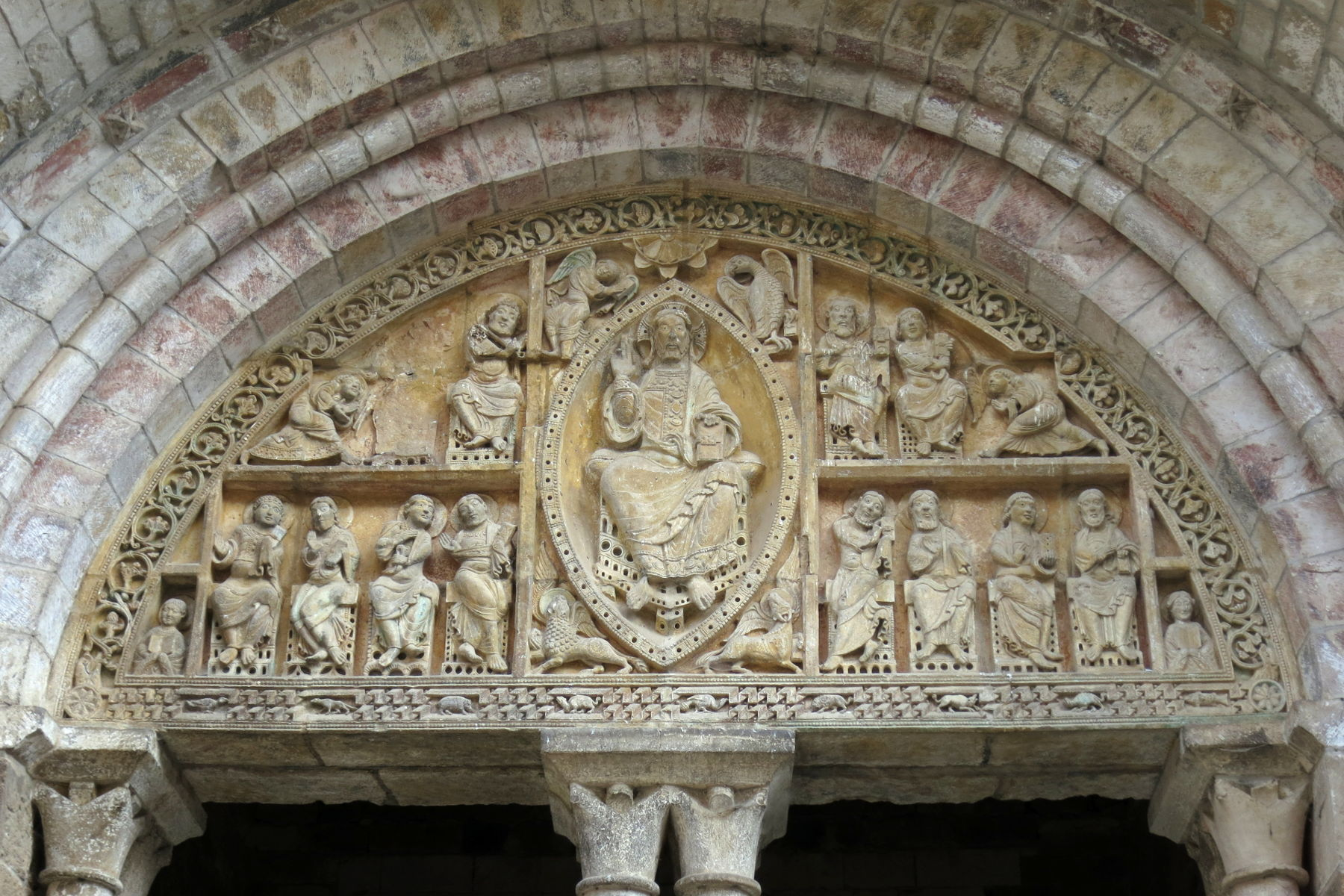
Vue du tympan de l'église.

L'opulence du prieuré est attestée par les visiteurs de l'ordre de Cluny dont les procès-verbaux indiquent la qualité du service divin, la douceur d'y vivre et l'abondance des mets. Cette richesse a permis au prieuré d'entreprendre son embellissement en ajoutant un porche avec son portail vers 1150.
Le chœur est totalement repris au XIIIe siècle.
Comme la plupart des bâtiments religieux du Quercy qui se trouvent à la frontière entre les terres contrôlées par le roi d'Angleterre, duc d'Aquitaine, et celles dépendant du roi de France, le prieuré de Carennac a subi des destructions pendant la guerre de Cent Ans. Les doyens de Carennac ont préféré quitter le prieuré et se retirer dans des lieux moins exposés. En 1360, les collecteurs pontificaux notent que le prieuré ne peut pas verser ses contributions (decanus de Carenaco, nihil) et décrivent la paroisse comme impotens et deserta. Il est donc probable que le cloître roman et les bâtiments conventuels ont été ruinés par les bandes anglaises.

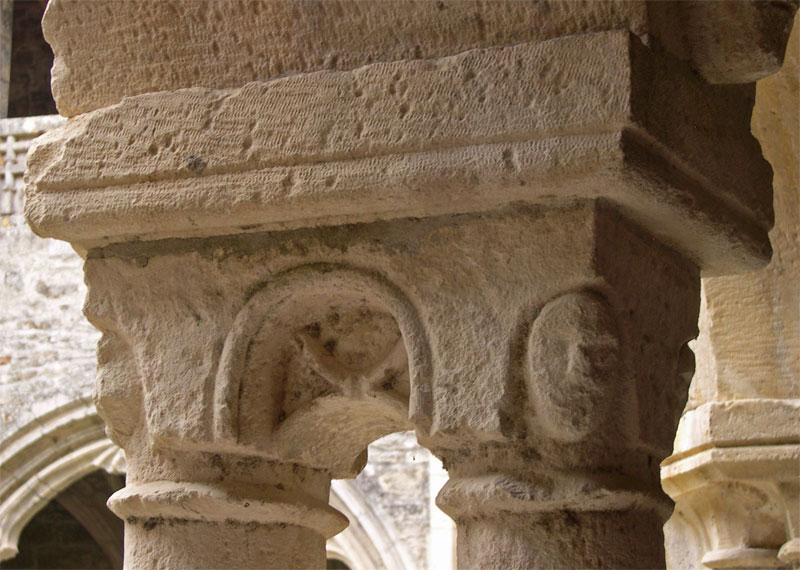
Vue d'un chapiteau du cloître.

Il faut attendre la fin de la guerre de Cent Ans pour que le prieuré se relève avec le doyen Jean Dubrueilh (1478-1507). Contrairement à ce qui est souvent affirmé, ce n'est pas le doyen Gilles du Bosc (1442-1478) qui a construit le cloître, mais son successeur. Les sculptures du cloître ont été exécutées par l'atelier qui a travaillé sur les cloîtres de Cadouin et de Cahors. La sobriété des sculptures de Carennac semblent montrer que son cloître est antérieur aux autres. Il aurait donc été entrepris au début du décanat de Jean Dubrueilh. 
Les doyens qui suivirent ont continué cette reconstruction. Ils introduisirent à Carennac l'art de la Renaissance. Le doyen Alain de Ferrières (1529-1554) a fait construire le château des doyens et les chapelles du collatéral nord. Son neveu et successeur Aymar de Ferrières (1554-1571) fait fortifier le doyenné et y met une garnison pour faire face aux troubles des guerres de religion. Cette précaution a permis au doyenné de ne pas être attaqué pendant cette période.
Au XVIIe siècle, le doyenné devient une sorte de propriété de la famille Salignac de la Mothe Fénelon. En 1674, Fénelon, futur précepteur du duc de Bourgogne, devient le doyen de Carennac. Vers la fin de son décanat il se plaint des difficultés financières. 
Au XVIIIe siècle, la prospérité du prieuré de Carennac est terminée. Les procès-verbaux de visite montrent des bâtiments dans un état lamentable: il pleut dans l'église, les vitres sont brisées, l'autel est dégradé, les ornements endommagés. Les religieux ne mènent plus une vie conventuelle, malgré l'introduction de la Réforme de la stricte observance. En 1787, un arrêt du conseil du roi supprime le monastère. Il ne reste plus que le prieur claustral, Antoine Teilhac.
La Révolution a entraîné la vente des bâtiments monastiques et du château du doyen avec ses dépendances à un habitant de Gramat, en 1791. Il les rétrocède ensuite à une quinzaine d'habitants de Carennac. Après le Concordat, l'église du doyenné est rendue au culte, mais le cloître et les bâtiments monastiques sont transformés en locaux agricoles entraînant des dégradations.
L'église est classée au titre des monuments historiques le 2 mai 1893, le cloître est classé le 18 avril 1914.

## Description
En 1977, dans un bâtiment conventuel attenant au cloître, a été découverte une peinture murale datant du tournant des XVe-XVIe siècles, qui illustre le Dit des trois morts et des trois vifs : elle montre trois jeunes gentilshommes interpellés dans un cimetière par trois morts, qui leur rappellent la brièveté de la vie et l'importance du salut de leur âme,.